# Norman Issa
Norman Issa (en arabe, نورمان عيسى, en hébreu, נורמן עיסא), né le 17 juin 1967  à Haïfa, est un acteur et directeur d’acteurs arabe israélien de théâtre, de cinéma et de télévision. Il est d’une famille chrétienne maronite originaire du Nord d’Israël, son père venant de Biram, sa mère de Jish. Il est marié à la dramaturge juive Gidona Raz, avec qui il a fondé le Théâtre Elmina de Jaffa.

## Carrière
Diplômé de l’école des beaux-arts Beit Zvi, il joue entre autres, sur diverses scènes (Haifa Theatre, Cameri Theatre), des pièces de William Shakespeare : Othello, Hamlet, Roméo et Juliette, Le Songe d'une nuit d'été. 
À l’Arab-Hebrew Theatre de Jaffa, il dirige entre autres Yousef Sweid et Imad Jabarin (également traducteur en arabe de la pièce) dans Veiled alias Masqués (מסכות) d'Ilan Hazor et Loai Nofi dans Thousand and one nights de Gaby Aldor et Igal Ezraty (d’après Les Mille et Une Nuits) et Legends in the Alley de Gidona Raz, et joue en solo dans Dancing Arabs d'Adi Segev (d’après le livre de Sayed Kashua).
Il joue depuis 2007 le personnage principal de la série télévisée en forme de sitcom créée par Sayed Kashua, Arab Labor. Il incarne un journaliste arabe israélien, Amjad, qui cherche au prix de nombreuses mésaventures à s’intégrer dans une société juive dominante, aux côtés de Clara Khoury, Mira Awad, Salwa Nakkara et Salim Daw.

## Filmographie
- 1998 : Escape: Human Cargo (TV) de Simon Wincer : Employé de l’aéroport
- 2004 : La Fiancée syrienne d’Eran Riklis : Officier syrien
- 2005 : Days That Shook the World (série documentaire TV), Battle for the Holy City : lui-même
- depuis 2007 : Arab Labor (TV) de Sayed Kashua : Amjad
- 2011 : My lovely sister de Marco Carmel : Ali
- 2013 : Ana Arabia d'Amos Gitaï : Norman
- 2014 : Mon fils (Aravim roqdim, Dancing Arabs) d'Eran Riklis, scénario de Sayed Kashua : Jamal, l'instituteur